# Герб Золочівського району (Харківська область)
Герб Зо́лочівського райо́ну — герб територіальної громади Золочівського району Харківської області, затверджений 3 березня 2000 року рішенням сесії районної ради.

## Опис і символіка
Герб являє собою чотирикутний геральдичний щит із заокругленими нижніми кутами і загостренням в основі, перетятий на дві частини і з подвійною золотою і зеленою облямівкою.
У верхній частині на зеленому полі щита елементи символу Харківської області: перехрещені ріг достатку і кадуцей.
Друга половина — символи району: на світло-зеленому полі нижньої частини щита відображена карта району із надписом Золочів. У центрі карти розташоване коло, половина якого відображає промисловість району — шестерня, інша половина — дубове листя, оповите стрічкою, у вінку якого — калина як символ національності України. У центрі карти — колос пшениці, символ достатку.